# La Fage-Saint-Julien
La Fage-Saint-Julien is een gemeente in het Franse departement Lozère (regio Occitanie) en telt 237 inwoners (1999). De plaats maakt deel uit van het arrondissement Mende.

## Geografie
De oppervlakte van La Fage-Saint-Julien bedraagt 18,5 km², de bevolkingsdichtheid is 12,8 inwoners per km².
De onderstaande kaart toont de ligging van La Fage-Saint-Julien met de belangrijkste infrastructuur en aangrenzende gemeenten.

## Demografie
Onderstaande figuur toont het verloop van het inwonertal (bron: INSEE-tellingen).